# Нестандартные шрифты
Нестанда́ртные шрифты́ — компьютерные шрифты, расположение глифов в которых не соответствует общепринятым кодировкам. Такие шрифты могут включать в себя:
- знаки экзотических систем письма;
- технические символы;
- пиктограммы;
- декоративные символы.

Распространение нестандартных шрифтов началось одновременно с появлением в текстовых процессорах возможности переключения шрифтов — это позволяло неограниченно наращивать набор используемых знаков, не выходя при этом за рамки технологии 8-битных символов.
Нестандартные шрифты широко используются и при локализации игр: часто в играх применяется собственный шрифтовой движок, и, чтобы удовлетворить его ограничения, иногда приходится исправлять кодировку. Изредка приходится вмещать в 8-битную кодировку сразу несколько алфавитов (например, имена поворотов в автосимуляторах — см. схему автодрома Интерлагос).
В то же время использование нестандартных шрифтов влечёт и очевидные неудобства: при отсутствии доступа к конкретному шрифту невозможно определить, какой символ должен изображаться, поэтому при переносе документа на другой компьютер все нестандартные символы могут быть заменены символами из обычного шрифта (то же самое происходит про просмотре веб-страниц на компьютере, где отсутствует определённый нестандартный шрифт).

## Юникод и нестандартные шрифты
Внедрение Юникода уменьшило потребность в нестандартных шрифтах, поскольку все широко используемые символы получили свои кодовые позиции. В Юникоде предусмотрена и возможность использования «пользовательских символов» — для них отведены отдельные области U+E000—U+F8FF и U+FFF80—U+10FFFF.
Наряду с этим существуют и такие шрифты, в которых нестандартные символы размещены «нелегально» — на позициях, отведённых для других символов. Особенно популярно размещение нестандартных символов в позициях 0x20—0xFF: это делает их доступными для программ, не использующих Юникод. Например, русские шрифты TrueType раньше часто делались так, что русские буквы занимали позиции U+00C0—U+00FF (позиции расширенной латиницы), вместо правильных U+0410—U+044F — это позволяло, например, работать с кириллицей в ранних нерусифицированных версиях Windows.
Пользователи редких систем письма ставят свои символы куда угодно. Пока не закодировали кави, буквы кави ставили на место балийского и яванского. Письменности с несложной вёрсткой ставят на место латиницы, есть даже казус: существует старый шрифт письменности гарай (справа налево, языки волоф и мандинка), закодированный латиницей — видимо, наличие готовой клавиатурной раскладки QWERTY оказалось важнее, чем удобство обработки и вёрстки.

## Примеры нестандартных шрифтов

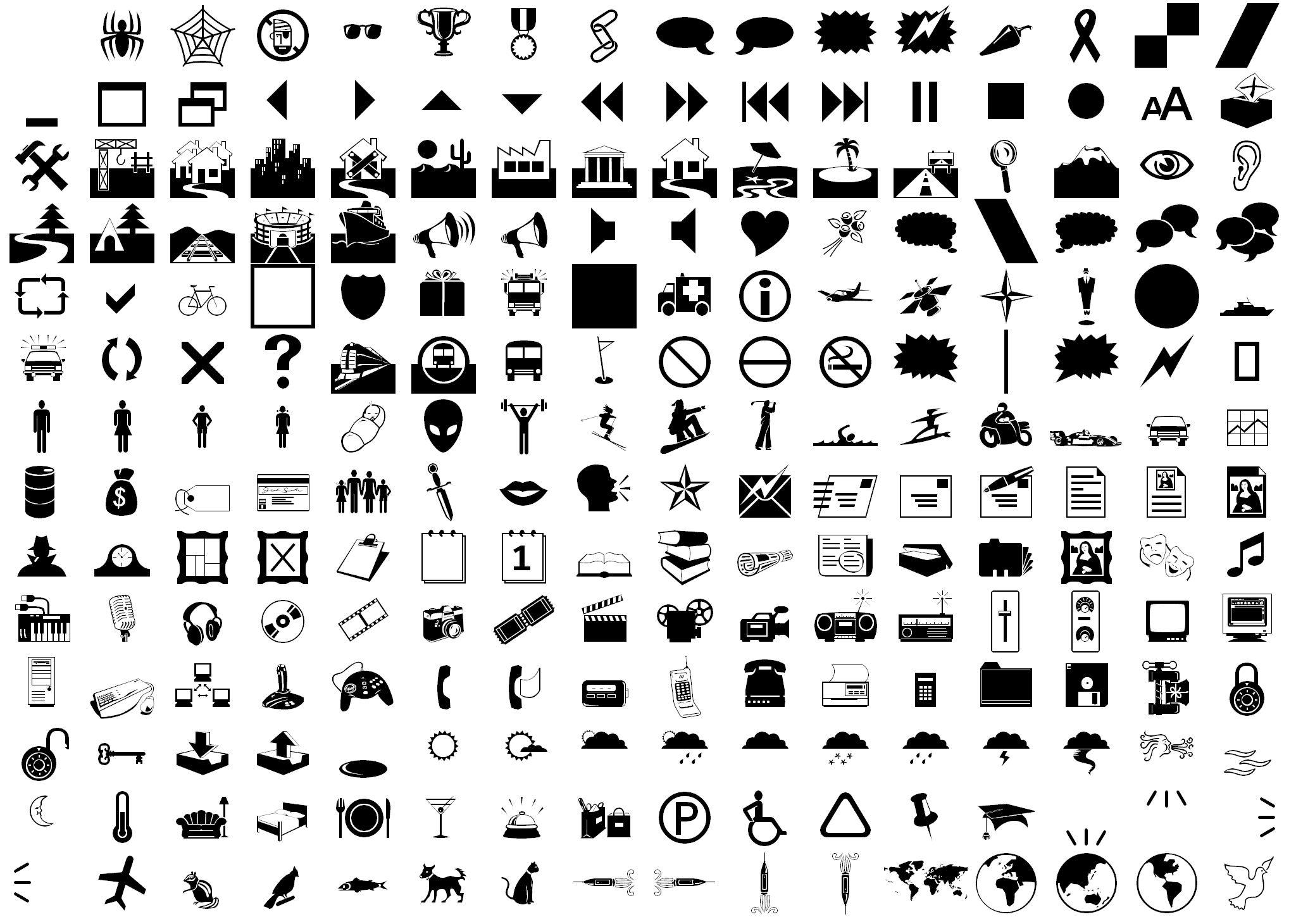
Набор символов Webdings

WordPerfect поставлялся с большим набором нестандартных шрифтов (например, для кириллицы, греческого алфавита и т. д.). В своё время химиками широко использовался редактор ChiWriter, который имел собственный шрифтовой движок со встроенным редактором — но в нём была только первая половина кодовой таблицы. Так что русские пользователи создавали нестандартный шрифт, соответствующий русской клавиатурной раскладке (Q → Й и т. д.)
Microsoft Windows включает несколько нестандартных шрифтов: Symbol (греческие буквы и математические символы), Wingdings (пиктограммы и декоративные символы), Webdings (пиктограммы).
Компания ПараТайп выпускала ряд нестандартных шрифтов: для русского в старой орфографии, для «азиатской кириллицы», для грузинского, армянского, древнегреческого и т. 